# Resolutie 2318 Veiligheidsraad Verenigde Naties
Resolutie 2318 van de Veiligheidsraad van de Verenigde Naties werd op 15 november 2016 met unanimiteit van stemmen aangenomen door de VN-Veiligheidsraad. De resolutie verlengde de UNISFA-vredesmacht in de Soedanese regio Abyei met een half jaar.

## Achtergrond
Al in de jaren 1950 was het zwarte zuiden van Soedan in opstand gekomen tegen het overheersende Arabische noorden. De vondst van aardolie in het zuiden maakte het conflict er enkel maar moeilijker op. In 2002 kwam er een staakt-het-vuren en werden afspraken gemaakt over de verdeling van de olie-inkomsten. Verschillende rebellengroepen waren hiermee niet tevreden en in 2003 ontstond het conflict in Darfur tussen deze rebellen en de door de regering gesteunde janjaweed-milities. Die laatsten gingen over tot etnische zuiveringen. In de daaropvolgende jaren werden in Darfur grove mensenrechtenschendingen gepleegd, waardoor miljoenen mensen op de vlucht sloegen.
In februari 2011 stemde een overgrote meerderheid van de inwoners van Zuid-Soedan in een referendum voor onafhankelijkheid. De regio Abyei, die tussen Noord- en Zuid-Soedan lag, werd echter door beide partijen opgeëist. Dit leidde tot veel geweld, waardoor meer dan 100 000 inwoners op de vlucht sloegen.

## Inhoud
Soedan en Zuid-Soedan werden aangemoedigd om hun bilaterale betrekkingen te verbeteren. Ook werd aangedrongen op maatregelen die het vertrouwen tussen de bevolkingsgroepen in Abyei moesten opkrikken.
Het was van belang dat organisaties als het Gezamenlijk Grenstoezichtsmechanisme en het Gezamenlijk Grensafbakeningscomité regelmatig bleven samenzitten, en bleven toezien op de Veilige Gedemilitariseerde Grenszone, inclusief het 14-mijlsgebied.
Het opzetten van een bestuur en politiemacht in Abyei en een akkoord over de definitieve status van de regio bleven echter vertraging oplopen. De intracommunautaire spanningen in het gebied bleven hoog.
UNISFA's mandaat werd verlengd tot 15 mei 2017.
Lijst ·  2260 ·  2261 ·  2262 ·  2263 ·  2264 ·  2265 ·  2266 ·  2267 ·  2268 ·  2269 ·  2270 ·  2271 ·  2272 ·  2273 ·  2274 ·  2275 ·  2276 ·  2277 ·  2278 ·  2279 ·  2280 ·  2281 ·  2282 ·  2283 ·  2284 ·  2285 ·  2286 ·  2287 ·  2288 ·  2289 ·  2290 ·  2291 ·  2292 ·  2293 ·  2294 ·  2295 ·  2296 ·  2297 ·  2298 ·  2299 ·  2300 ·  2301 ·  2302 ·  2303 ·  2304 ·  2305 ·  2306 ·  2307 ·  2308 ·  2309 ·  2310 ·  2311 ·  2312 ·  2313 ·  2314 ·  2315 ·  2316 ·  2317 ·  2318 ·  2319 ·  2320 ·  2321 ·  2322 ·  2323 ·  2324 ·  2325 ·  2326 ·  2327 ·  2328 ·  2329 ·  2330 ·  2331 ·  2332 ·  2333 ·  2334 ·  2335 ·  2336